# مارماهی دهان‌گرد دریایی
مارماهی دهان‌گرد دریایی (Petromyzon marinus) این ماهی در اقیانوس اطلس شمالی در امتداد سواحل اروپا و شمال آمریکا یافت می‌شود، و همچنان در دریای مدیترانه غربی، و در دریاچه‌های بزرگ می‌باشد. رنگ این قهوه‌ای، خاکستری، یا سیاه و سفید در پشت آن و سفید یا خاکستری در قسمت زیرین است و می‌تواند تا ۹۰ سانتی‌متر (۳۵٫۵ در) طول رشد کند.